# Electrophaes ruptaria
Electrophaes ruptaria är en fjärilsart som beskrevs av Jean Baptiste Boisduval 1840. Electrophaes ruptaria ingår i släktet Electrophaes och familjen mätare. Inga underarter finns listade i Catalogue of Life.